# Racek novozélandský
Racek novozélandský (Chroicocephalus novaehollandiae scopulinus) je starší český název pro novozélandský poddruh racka australského (Larus novaehollandiae). V minulosti byl tento taxon často považován za samostatný druh Chroicocephalus scopulinus, avšak podle nejnovější systematiky (stav k roku 2022) se jedná o poddruh racka australského (Larus novaehollandiae).

## Popis
Podobá se příbuznému racku australskému – má bílou hlavu, tělo a ocas, světle šedá křídla, bílé vnější ruční letky s černou kresbou a bílými skvrnami u špiček tří krajních letek. Nohy a zobák jsou červené. Mladí ptáci mají hnědé křídelní krovky, černé špičky všech letek a tmavé skvrny na temeni a za okem.

## Výskyt
Racek novozélandský hnízdí na Novém Zélandu na obou hlavních ostrovech (Jižní a Severní) i na některých menších ostrovech, k těm co do početnosti hnízdění významným patří Chathamské ostrovy, Takapourewa a Tříkrálové ostrovy. Během sčítání ptáků v terénu v letech 2014–2016 bylo objeveno 27 831 párů. Populace poddruhu je přitom na ústupu. Hlavní ohrožení racků novozélandských představuje predace introdukovanými zdivočelými kočkami, fretkami, krysami a hranostaji. Klíčovým faktorem v hnízdní úspěšnosti je dostupnost krilu, hlavní složky jídelníčku hnízdících racků novozélandských, jehož množství a distribuce se mění v důsledku globálního oteplování.

## Fotogalerie

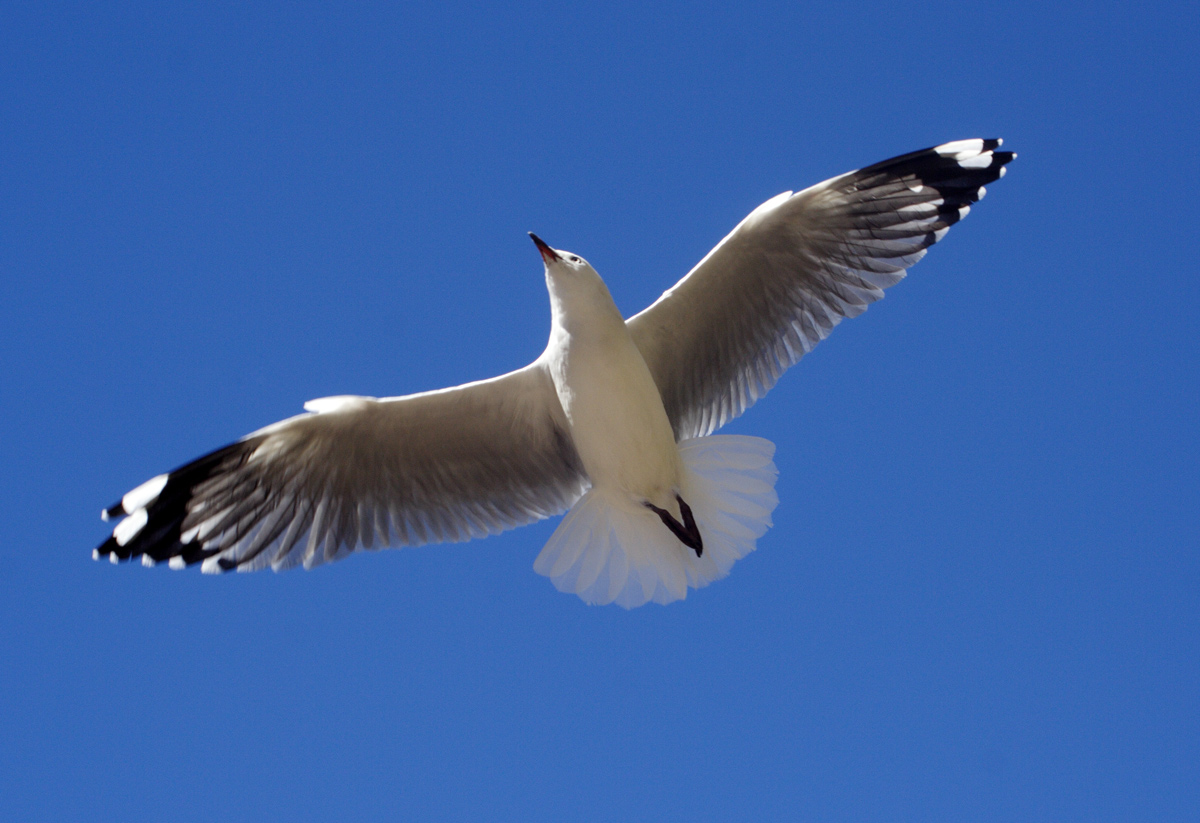
Dospělý pták v letu
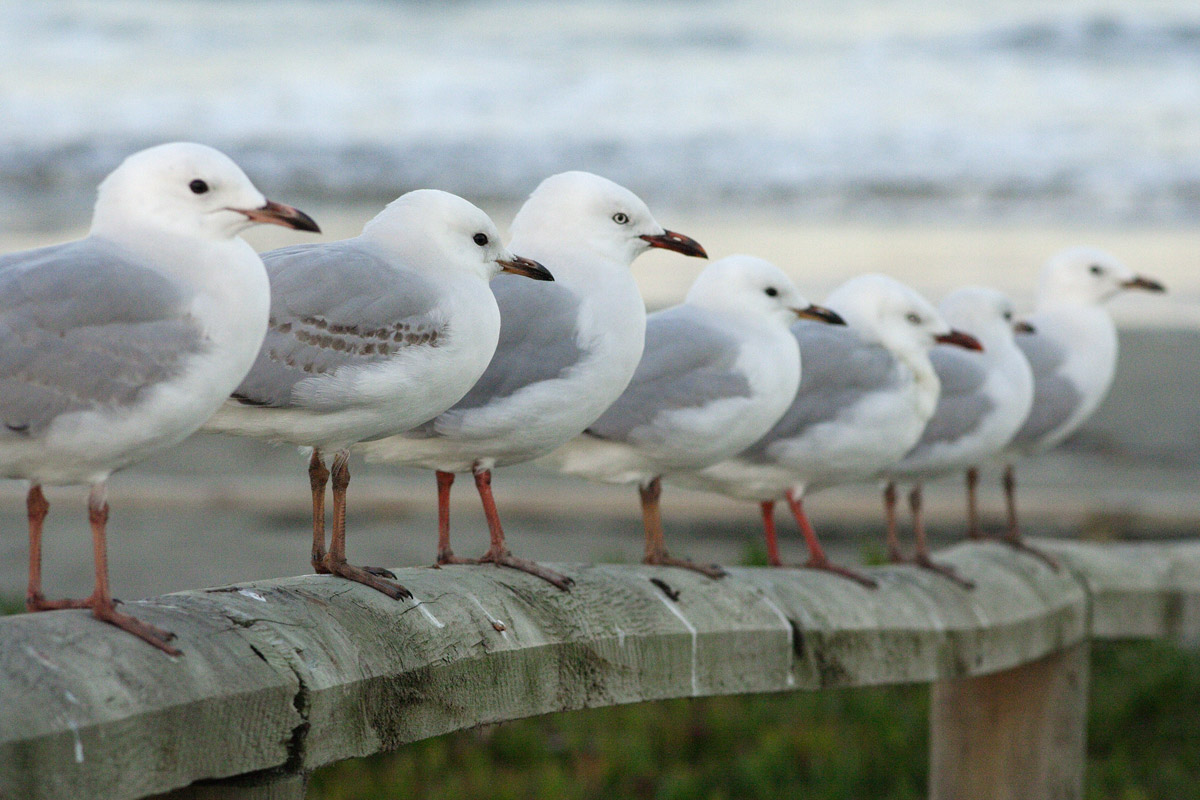
Skupinka ptáků různého věku
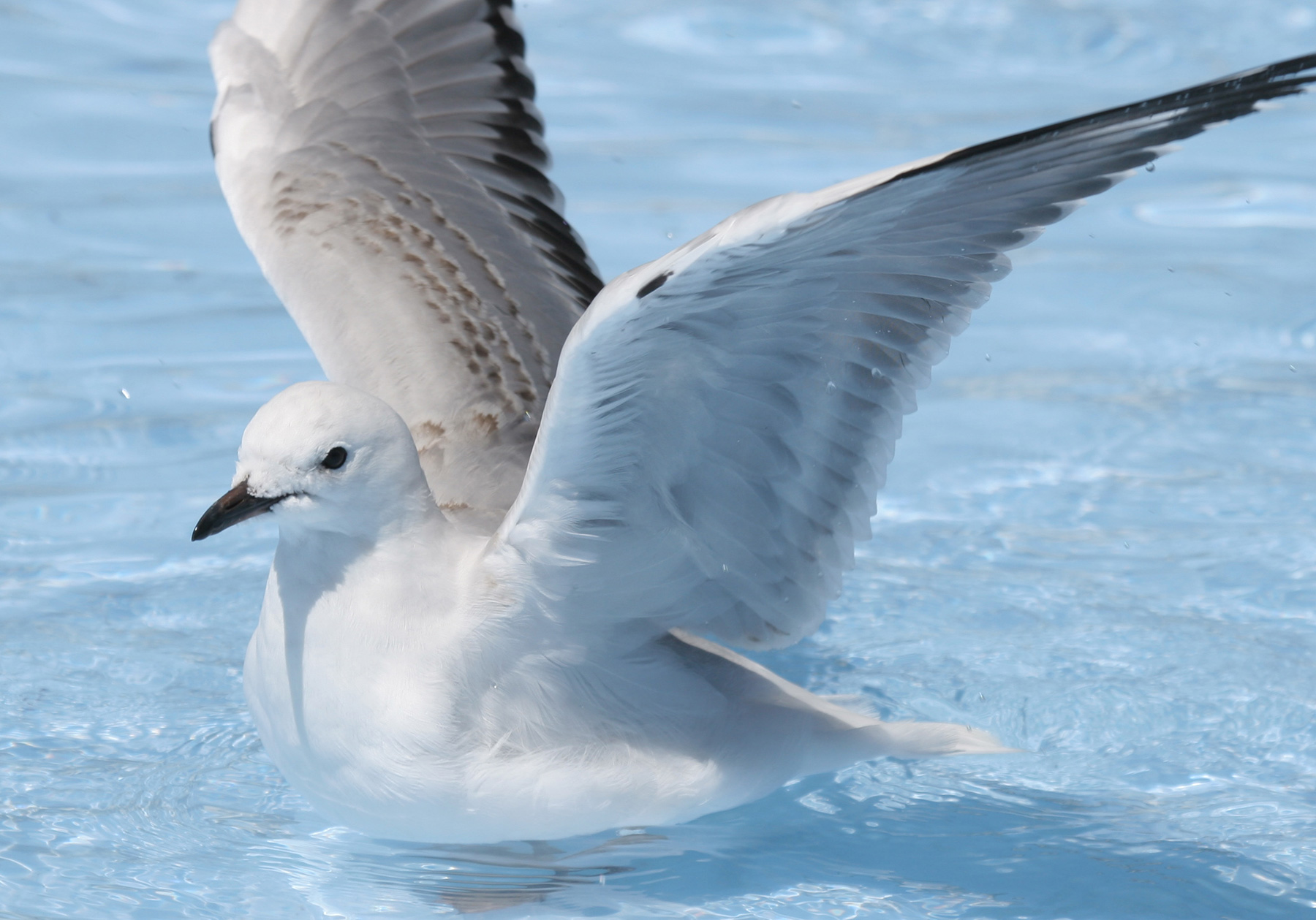
Nedospělý jedinec
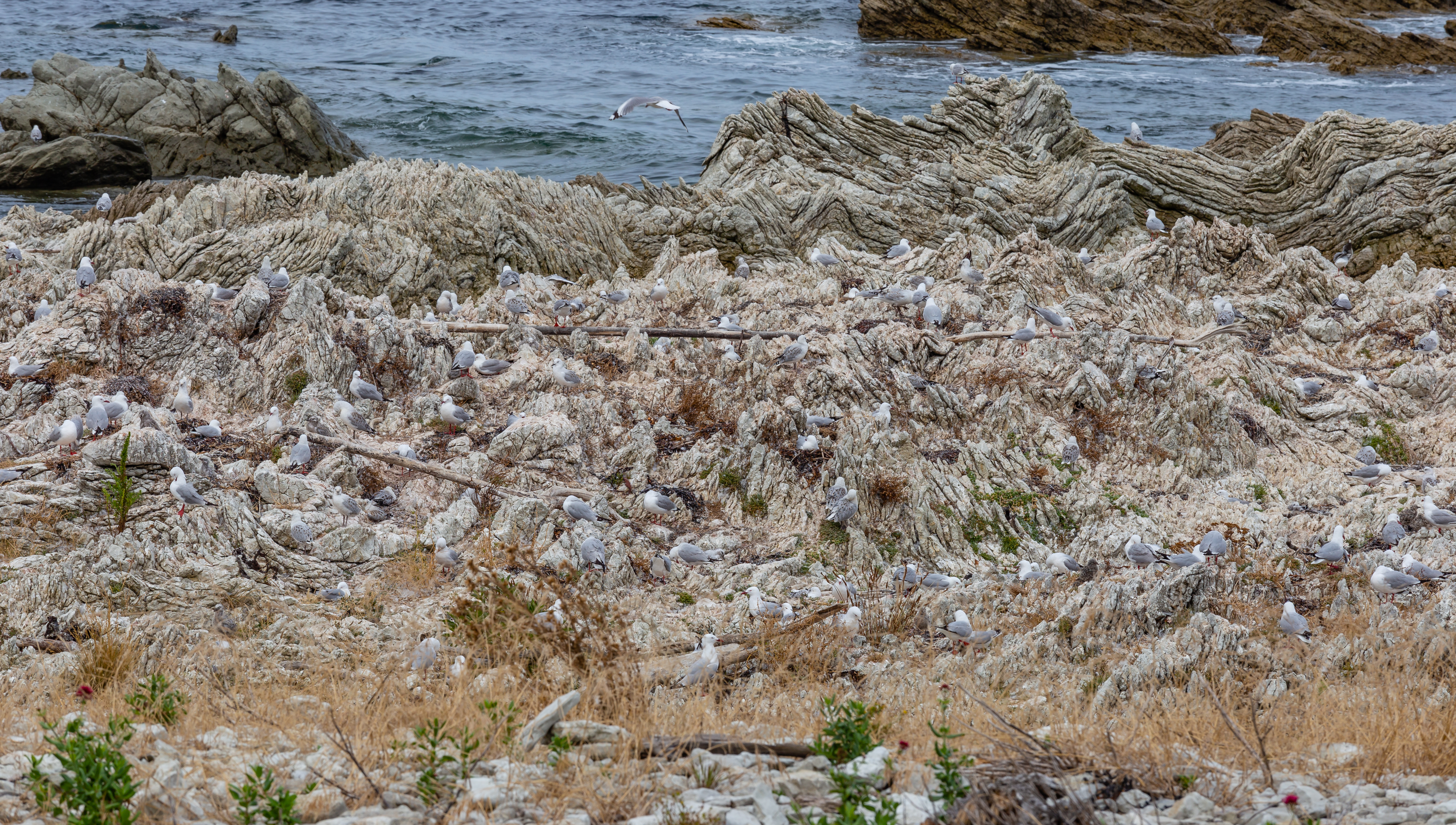
Kolonie racků novozélandských v Kaikouře